# Kikihia cutora
Kikihia cutora är en insektsart. Kikihia cutora ingår i släktet Kikihia och familjen cikador.

## Underarter
Arten delas in i följande underarter:
- K. c. cumberi
- K. c. cutora
- K. c. exulis